# أسنان ثورية
الأَسْنانُ الثَّوريَّة أو الأَسْنان الثيرانِيَّة أو أَسْنان الثَّور (بالإنجليزية: taurodontism)‏ هي حالة تتميز بتوسع الحجرة اللبية مع انزياح منطقة مفترق الجذور نحو قمة جذر السن. لا يمكن تشخيصها سريريًا وتتطلب تصويرًا شعاعيًا نظرًا لأن تاج الأسنان يظهر بشكل طبيعي والسمات المميزة للحالة موجودة أسفل الناتئ السنخي. يمكن أن تظهر الأسنان الثورية في الأسنان اللبنية أو الدائمة، أحادية أو ثنائية الجانب، لكنها أكثر شيوعًا في الأرحاء الدائمة للإنسان. تتمثل الآلية الأساسية لتطور الأسنان الثورية في فشل أو تأخر انغماس غمد هيرتويغ، مما يؤدي لاقتراب مفترق الجذر من قمة الجذر.

## التصنيف
المصطلح صاغه آرثر كيث، وهو مشتق من الكلمة اللاتينية "taurus" التي تعني "ثور"، واليونانية "ὀδούς (odous)"، المفرد المضاف "ὀδόντος (odontos)" التي تعني "أسنان"، للإشارة إلى تشابه هذه الأسنان مع أسنان الحيوانات ذات الحوافر (الحافريات) أو المجترات.
تشمل سمات الصور الشعاعية للأسنان الثورية ما يلي:
1. نقصان في تضيق الحجرة اللبية في مستوى الموصل الملاطي المينائي.
2. حجرة لبية متضخمة مستطيلة الشكل.
3. إنزياح قاع الحجرة اللبية باتجاه قمة الجذر، وقصر الجذور والقناة الجذرية.

اعتبرت أنظمة التصنيف السابقة الإزاحة باتجاه القمة الجذرية لأرضية حجرة اللب فقط، بينما تعتبر الأنظمة اللاحقة "بالإضافة إلى ذلك" موضع حجرة اللب بالنسبة للموصل الملاطي المينائي والناتئ السنخي.

### شو 1928
واحدة من أولى المحاولات لتصنيف الأسنان الثورية تمت بواسطة جي. سي. شو ”J. C. Shaw“. حيث اعتمد على كمية انزياح قاع الحجرة اللبية باتجاه قمة الجذر لتصنيف الأسنان الثورية إلى أربع فئات مميزة:

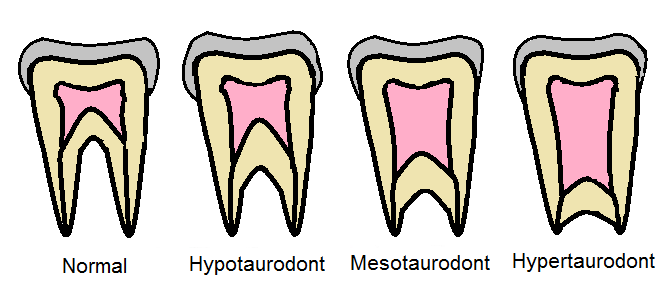
حالات الأسنان الثورية حسب شو

1. طبيعي "cynodont"
2. خفيف "hypotaurodont"
3. معتدل "mesotaurodont"
4. شديد "hypertaurodont"

### شيفمان وتشانانيل 1978
لاحقًا، قام شيفمان ”Shifman“ وتشانانيل ”Chanannel“ بتصنيف الأسنان الثورية استنادًا إلى صيغة رياضية تتعلق بالمعالم التشريحية للسن. تُحسب نسبة المعالم التشريحية كما هو موضح أدناه:

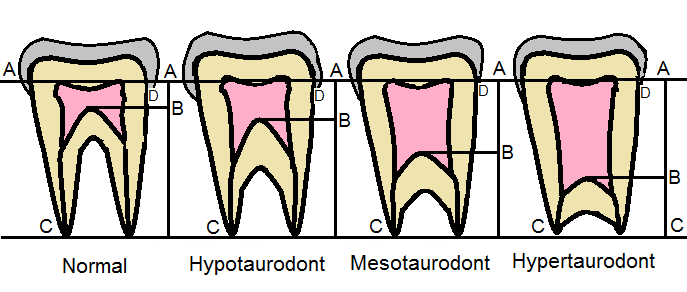
تشيفمان وشانانيل: A: أدنى نقطة في سقف الحجرة اللبية. B: أعلى نقطة في قاع الحجرة اللبية. C: قمة الجذر. D: الموصل الملاطي المينائي.

#### نسبة المعالم
نسبة المعالم = المسافة من A إلى Bالمسافة من B إلى C
حيث: A: أدنى نقطة في سقف الحجرة اللبية، B: أعلى نقطة في قاع الحجرة اللبية، C: قمة الجذر.
باستخدام هذه الصيغة، يكون السن سنًا ثوريًا إذا كانت نسبة المعالم أكبر أو تساوي 0.2 مم، والمسافة من أعلى نقطة لقاع الحجرة اللبية (B) إلى الموصل الملاطي المينائي (D) أكبر أو تساوي 2.5 مم. في الجدول أدناه نظام التصنيف الكامل القائم على هذه الصيغة:
| التصنيف | نسبة المعالم  |
| ------- | ------------- |
| طبيعي   | < 0.2         |
| خفيف    | ≥ 0.2 - 0.209 |
| معتدل   | ≥ 0.3 - 0.399 |
| شديد    | ≥ 0.4 - 0.75  |

من المهم ملاحظة أنه تاريخيًا كان هناك نقاش هام بشأن أنظمة تصنيف الأسنان الثورية فيما يتعلق بما يلي:
1. ما مقدار الإزاحة و/أو التغيير المورفولوجي الذي يشكل الأسنان الثورية
2. ما إذا كان التصنيف يجب أن يُفهرس تدريجيًا أو على سلسلة متصلة
3. ما إذا كان ستتضمن أسنان معينة في حدوث الأسنان الثورية

على سبيل المثال، نظرًا لأن الضواحك ضيقة أنسيًا وحشيًا، فمن الصعب التعرف على أسنان الثورية باستخدام التصوير الشعاعي للضواحك. لذلك يستبعد بعض الباحثين الضواحك من أنظمة التصنيف الخاصة بهم، بالإضافة إلى ذلك كان هناك انتقادات بشأن استخدام المعالم التي تخضع للتغييرات، على سبيل المثال بسبب صدمة أو تآكل يمكن توضع العاج الثالثي والذي يمكن أن يغير بعد ذلك بعض القياسات، وبالتالي يجب توخي الحذر عند تشخيص الأسنان الثورية في هذه الحالة. أخيرًا نظرًا لأن هذه القياسات صغيرة جدًا من حيث الأبعاد، فإنها تخضع أيضًا لخطأ نسبي كبير.

## الاعتبارات السريرية
يمكن أن يمثل الشكل المتغير للأسنان الثورية تحديات أثناء علاج الأسنان. وعلى الأخص، سيجد اختصاصيو علاج جذور الأسنان صعوبة ليس فقط في إزالة اللب الضخم، ولكن أيضًا في ملء حجرة اللب الكبيرة ونظام القناة الجذرية المعقدة. يجب على اختصاصيي التعويضات السنية وتقويم الأسنان أيضًا توخي الحذر عند استخدام الأسنان الثورية مواقع لتثبيت الأسنان، حيث لا تتثبت الأسنان الثورية بشكل آمن في التجويف السنخي بسبب الإزاحة باتجاه قمة الجذر. على العكس من ذلك، قد يجعل هذا انقلاعها أسهل.
أخيرًا، قد يكون للأسنان الثورية تشخيص إيجابي من وجهة نظر طب دواعم الأسنان، حيث أنها تتوضع اقرب لقمة الجذر وبالتالي أقل عرضة لأذية اللثة.

## علم الإنسان
لا تزال الأسنان الثورية حالة ذات أهمية في علم الإنسان كما شوهد عند نياندرتال.
السمة "شائعة بين سعدان العالم الجديد والبشرانيات وأشباهها والبشراناويات الأحفورية".

## حالات ذات صلة
على الرغم من أن الأسنان الثورية غالبًا ما يكون شذوذًا معزولاً، إلا أنه يمكن العثور عليه مقترن مع العديد من الحالات الأخرى مثل:
- تخلق الميناء الناقص
- متلازمة داون
- متلازمة كلاينفيلتر
- متلازمة فموية إصبعية وجهية
- متلازمة وولف - هيرشيرون
- متلازمة عينية مخية كلوية
- خلل التنسج الأديمي الظاهر
- متلازمة تريكو - دينتو - أوسيوس.

قد تكون الأسنان الثورية مرتبطة بما يلي:
- سمات رجعية
- نمط بدائي
- صفات جسدية سائدة
- ميزة تأسلية
- سمة مرتبطة بـX
- طفرة